# Аллопатрическое видообразование

Аллопатрическое видообразование у дрозофил

Аллопатрическое видообразование (от др. греч. allos, «другой» и patris, «родина») или аллопатрическое географическое видообразование — один из способов видообразования, при котором репродуктивный барьер между видами формируется на основе пространственной изоляции.
Такая изоляция возникает при миграции части популяции, при геологических преобразованиях (например, формирование островов) либо за счёт антропогенного фактора (например, сельскохозяйственной деятельности). У разделённых популяций со временем появляются генотипические и фенотипические расхождения, так как они подвергаются различному селективному давлению, по отдельности переживают дрейф генов, испытывают разный набор мутаций.
Таким образом, на субпопуляции не действуют одни и те же факторы отбора, и связанные с ними давления отбора также различаются. Из-за географической обособленности отдельных частей ареала они развиваются всё более независимо друг от друга. Если генетические различия становятся настолько большими, что особи двух региональных групп больше не могут производить плодовитое потомство, исходный вид аллопатрически разделяется на два или более новых вида.
В биологии аллопатрия — это неперекрывание (полное пространственное разделение) ареалов распространения видов, подвидов или популяций. В случае аллопатрического распространения географическая изоляция (разделение) предотвращает встречи и скрещивания в дикой природе. Если ареалы распространения непосредственно примыкают, но не перекрываются, говорят о парапатрическом распространении.
Противоположность аллопатрии представлена симпатрией, при которой близкородственные виды, подвиды или популяции встречаются в одной и той же географической области и, таким образом, существует возможность встречи и скрещивания.
Особый случай аллопатрического видообразования, который важен на практике, — это когда видообразование происходит из-за изоляции очень небольшой субпопуляции, например B. на острове, уменьшающемся по сравнению с гораздо большей материнской популяцией. Когда создается такая популяция-основатель, эффект основателя приводит к генетическому дрейфу, который часто приводит к быстрому изменению характеристик. В таких условиях появление новых видов, вероятно, будет происходить намного легче.
В природе пространственная репродуктивная изоляция возникает в любой достаточно обширной популяции, поскольку особи из её крайних точек имеют наименьшую вероятность скрещивания, по сравнению с особями из центральной части. При достаточной миграционной активности и непрерывности ареала этот эффект компенсируется непрерывным перераспределением генов в череде поколений. Если ареал популяции во много раз превышает возможности расселения особей или существуют хотя бы незначительные пространственные барьеры, то в его пределах будут постепенно накапливаться генетические различия и обособляться локальные популяции, что со временем приведёт к их генетической изоляции.
Из всех способов видообразования аллопатрический считается преобладающим.